# Chitinamit
Chitinamit —o, también, Chitinamit-Chujuyup— es un sitio arqueológico maya ubicado en las tierras altas de Guatemala. Se le identificó como Jakawitz, la primera capital de los maya-quichés.

## Localización
El sitio está localizado en el departamento de Quiché en el municipio de Uspantán. Chitinamit data del periodo clásico temprano al periodo posclásico tardío. Cubre aproximadamente 2 ha, lo que lo hace uno de los sitios más grandes de la región.
El yacimiento, del que se puede ver el río Queca, se encuentra en una zona montañosa considerada pobre para la agricultura. Por tanto, es probable que su ubicación haya obedecido a razones de carácter estratégico-defensivas. Se localiza en el monte llamado «Chujuyup», en el extremo oeste del «valle de Chujuyup». 
Tiene el yacimiento una especie de muralla de piedra que lo defiende. También posee terrazas de piedra y un juego de pelota. Así mismo un templo dedicado al dios quiché llamado Jakawitz. La ocupación del lugar parece haber llegado a un súbito y violento final, por la evidencia aportada por un gran número de proyectiles de piedra y por indicaciones del incendio de los edificios.
Fue excavado en 1977 por el arqueólogo Kenneth Brown de la Universidad de Houston. Chitinamit tiene también estructuras residenciales construidas con un estilo extraño al acostumbrado entre los mayas de la región y atribuidos, por su estilo, a las dinastías de la etnia quiché que dominaron el lugar un tiempo. La arquitectura del sitio está desarrollada en torno a una plaza central.